# Siegburger SV 04
Siegburger SV 04 is een Duitse sportclub uit Siegburg, Noordrijn-Westfalen. De club is actief in badminton en voetbal. De club is actief in de lagere voetbalreeksen.

## Geschiedenis
De club werd opgericht in 1904 als Siegburger FC 04. In 1906 splitste FC Adler Siegburg zich van de club af en op 9 juli 1909 verenigden zich de clubs weer onder de naam Siegburger SV 04. Datzelfde jaar sloot ook VfB Siegburg zich bij de club aan. SV 04 was aangesloten bij de West-Duitse voetbalbond en ging spelen in de Zuidrijncompetitie. Door het uitbreken van de Eerste Wereldoorlog werd de competitie in meerdere reeksen opgesplitst en kon de club in 1914 voor het eerst in de hoogste klasse spelen. De club werd in de reeks Bonn ingedeeld en werd tweede achter Bonner FV 01. Ook de volgende twee seizoenen werd de club tweede, in 1917/18 trok de club zich terug uit de competitie.
Vanaf 1920 werd de club ingedeeld in de nieuwe Rijncompetitie. De club werd afgetekend laatste en degradeerde. Het duurde tot 1931 vooraleer de club er weer in slaagde te promoveren naar de hoogste klasse, met één punt achterstand op TuRa Bonn moest de club weer een stap terugzetten. Na de invoering van de Gauliga in 1933 speelde de club niet meer op het hoogste niveau.
In 1947 speelde de club in de Rheinbezirksliga (tweede klasse). Na degradatie in 1949 volgde ook een onmiddellijke promotie. In 1956 kwalificeerde de club zich niet voor de nieuwe Verbandsliga Mittelrhein, maar promoveerde daar wel in 1958 naar. In 1961 werd de club West-Duits amateurkampioen, maar slaagde er niet in te promoveren naar de II. Division van de Oberliga West. De club bereikte ook de finale om de titel van Duits amateurkampioen, maar verloor in de finale van het tweede elftal van Holstein Kiel.
In 1977 werd de club vicekampioen in de Verbandsliga en nam aan de eindronde om promotie naar de 2. Bundesliga deel, maar moest het daar afleggen tegen 1. FC Bocholt. Het volgende seizoen kwalificeerde de club zich wel voor de Oberliga Nordrhein, die de nieuwe derde klasse werd.
Tot 1986 was de club een liftploeg tussen Oberliga en Verbandsliga. In de jaren 90 zakte de club zelfs verder weg naar de Landesliga. In 2014 degradeerde de club uit de Landesliga, maar kon na één seizoen terugkeren. In 2016 promoveerde de club naar de Mittelrheinliga.